# 1718 Намибија
1718 Намибија (енгл. 1718 Namibia) је астероид главног астероидног појаса чија средња удаљеност од Сунца износи 2,365 астрономских јединица (АЈ).
Апсолутна магнитуда астероида је 13,5.